# Spinoza's dream
Albums de Dave Nachmanoff
Step up
Spinoza's Dream est le 12e album du chanteur et guitariste californien Dave Nachmanoff, sorti le 6 mai 2016.
L'opus se présente sous la forme d'un concept-album centré sur la philosophie, Dave Nachmanoff étant docteur en philosophie et ayant manifesté un certain temps l'envie de mêler philosophie et musique. Ainsi, chacune des onze chansons présentes sur l'album est liée à un philosophe connu tels que Baruch Spinoza, Jean-Paul Sartre, Aristote, Albert Camus ou encore Thomas Hobbes.
Parmi les collaborateurs à cet album figurent Al Stewart, que Nachmanoff accompagne sur scène depuis de nombreuses années

## Liste des pistes
| No  | Titre               | Durée |
| --- | ------------------- | ----- |
| 1.  | That Guy            | 3:19  |
| 2.  | Temptation          | 3:56  |
| 3.  | One Black Swan      | 3:33  |
| 4.  | Never Enough        | 2:51  |
| 5.  | Spinoza's Dream     | 2:48  |
| 6.  | No Matter How Close | 2:55  |
| 7.  | Bruise on my soul   | 4:44  |
| 8.  | The Painter         | 3:37  |
| 9.  | Another Small Delay | 3:27  |
| 10. | Time Of War         | 3:34  |
| 11. | All Good            | 3:53  |

## Musiciens
- Dave Nachmanoff : guitares électrique et acoustique, orgue, chant
- Tim Renwick : guitares électrique et acoustique
- Mark Griffith : basse et guitare électrique
- Stuart Elliott : batterie et percussions
- Peter White : claviers, orgue
- Al Stewart : chœurs sur "Temptation"
- Robin Lamble : chœurs
- Dave Ellis : chœurs
- Boo Howard : chœurs
- Graham Smith : harmonica
- Martin Levan : shaker